# Soltau
Soltau, település Németországban, Alsó-Szászországban.

## Fekvése
Az A7 jelű autópálya mellett, Hamburgtól délre fekvő település.

## Története

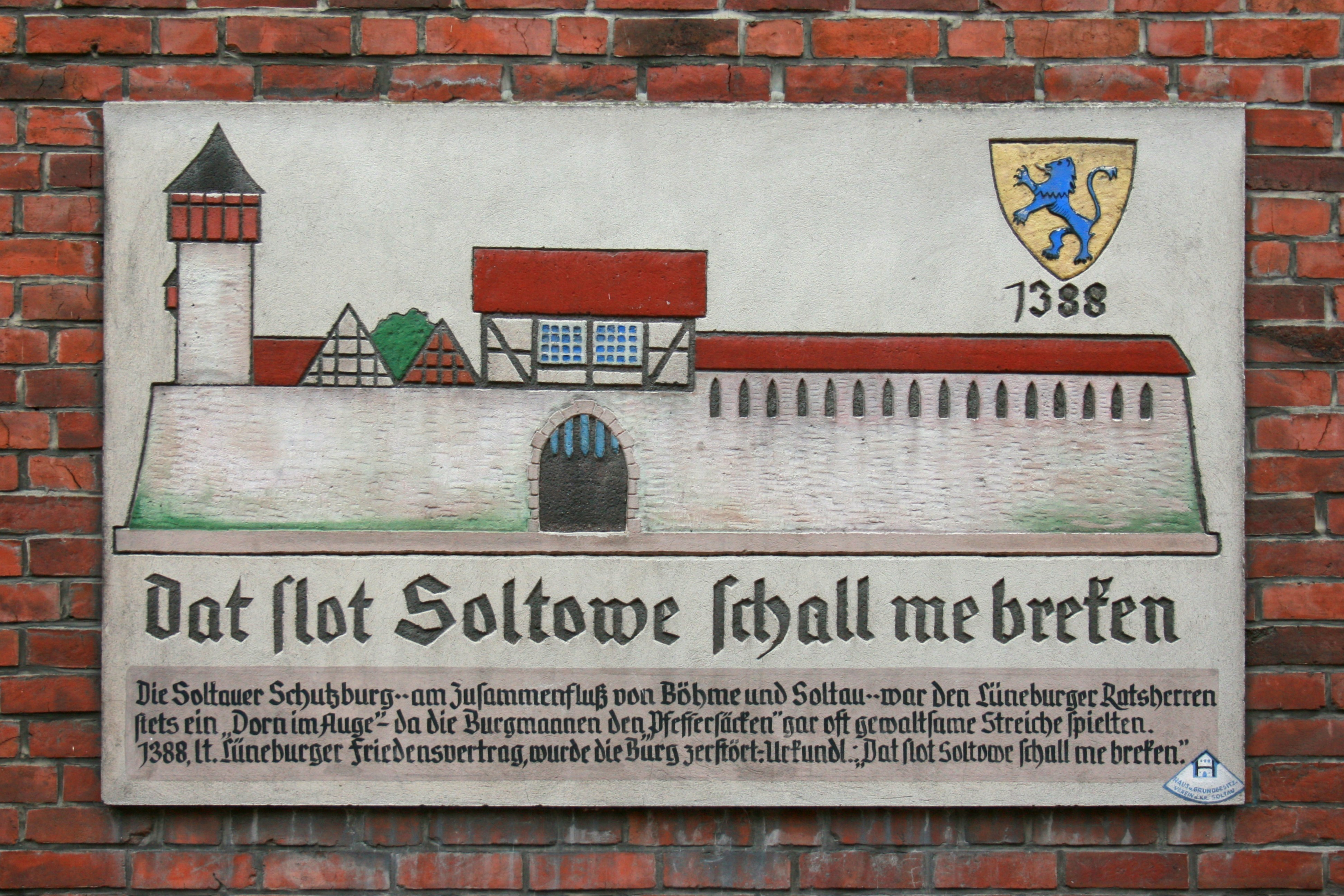
Egykori, később lebontott vára

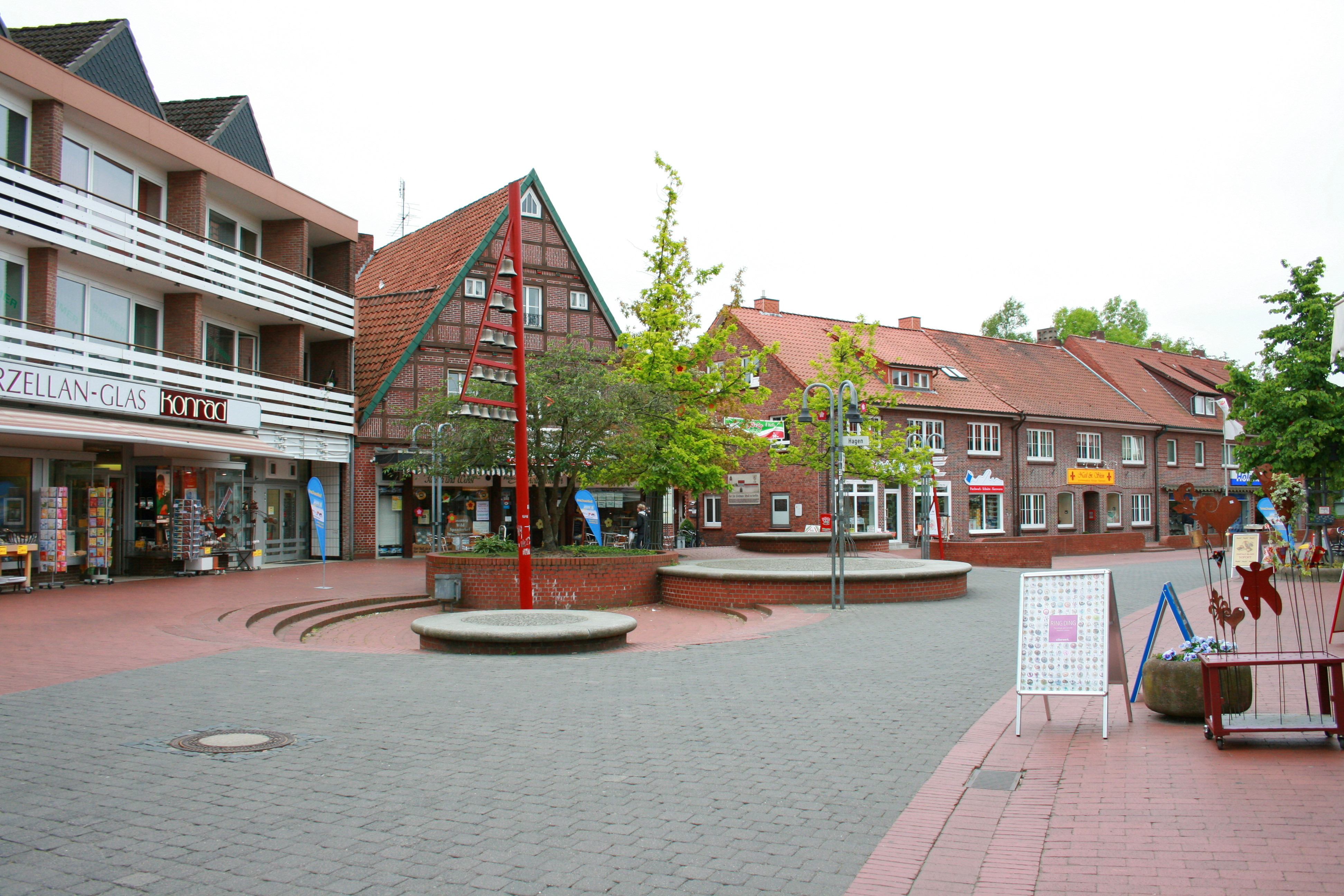
Soltau látképe, Marktstraße

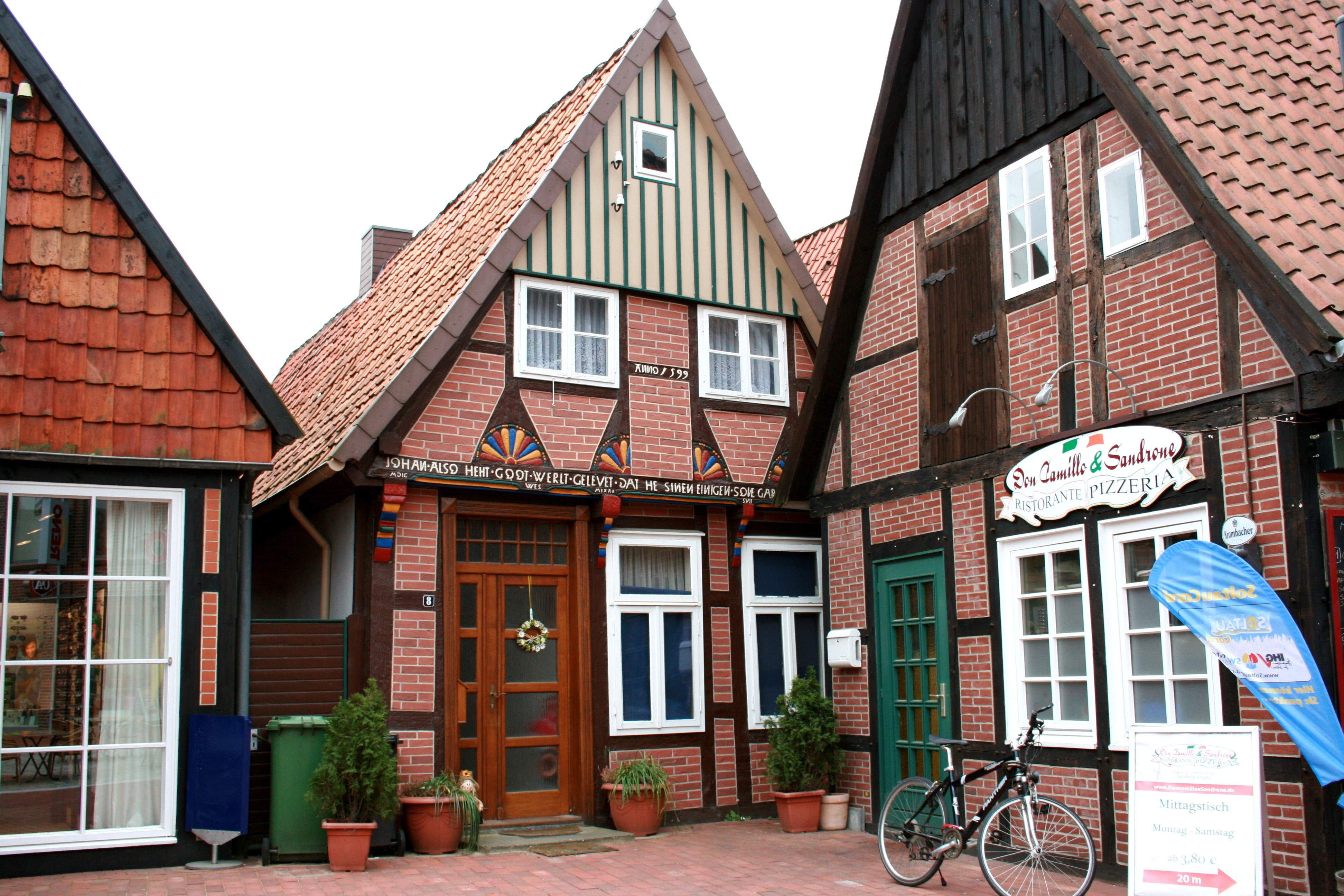

Soltau és környéke már a neolitikum óta lakott hely volt. Nevét 936-ban említette először oklevél Curtis Salta néven. Későbbi névváltozatai: Soltouve, a 10. században Salzowe, 1068-ban és 1197-ben Saltowe, 1304-ben Soltove.
Mai Soltau elnevezése 1791-ből származik: a Solt (só) és -au (folyó/patak) összetételéből.
A mai város mint közigazgatási egység 1971-ben jött létre 14 kisebb környező település összevonásával.
A városka és a környéke főleg mezőgazdasági jellegű. Közelében természetvédelmi park található.
Helytörténeti múzeumában időszámítás előttről való leletek láthatók.

## Nevezetességek
- Helytörténeti múzeuma
- Természetvédelmi park

## Itt születtek, itt éltek
- Augusztus Wöhler (1819-1914) - mérnök
- Adolph Goldberg (1860-1938) - orvos
- Georg Wilhelm Friedrich Beneken (1765-1824) - prédikátor
- Friedrich Freudenthal (1849-1929) - író, polgármester
- William Sage Biel (1855-1940) - szobrász
- Frido Witte (1881-1965) - festő
- Friedrich Fischer Friesenhausen (1886-1960), költő és író
- Ewald Hiller Man (1906-2003) - író

## Galéria

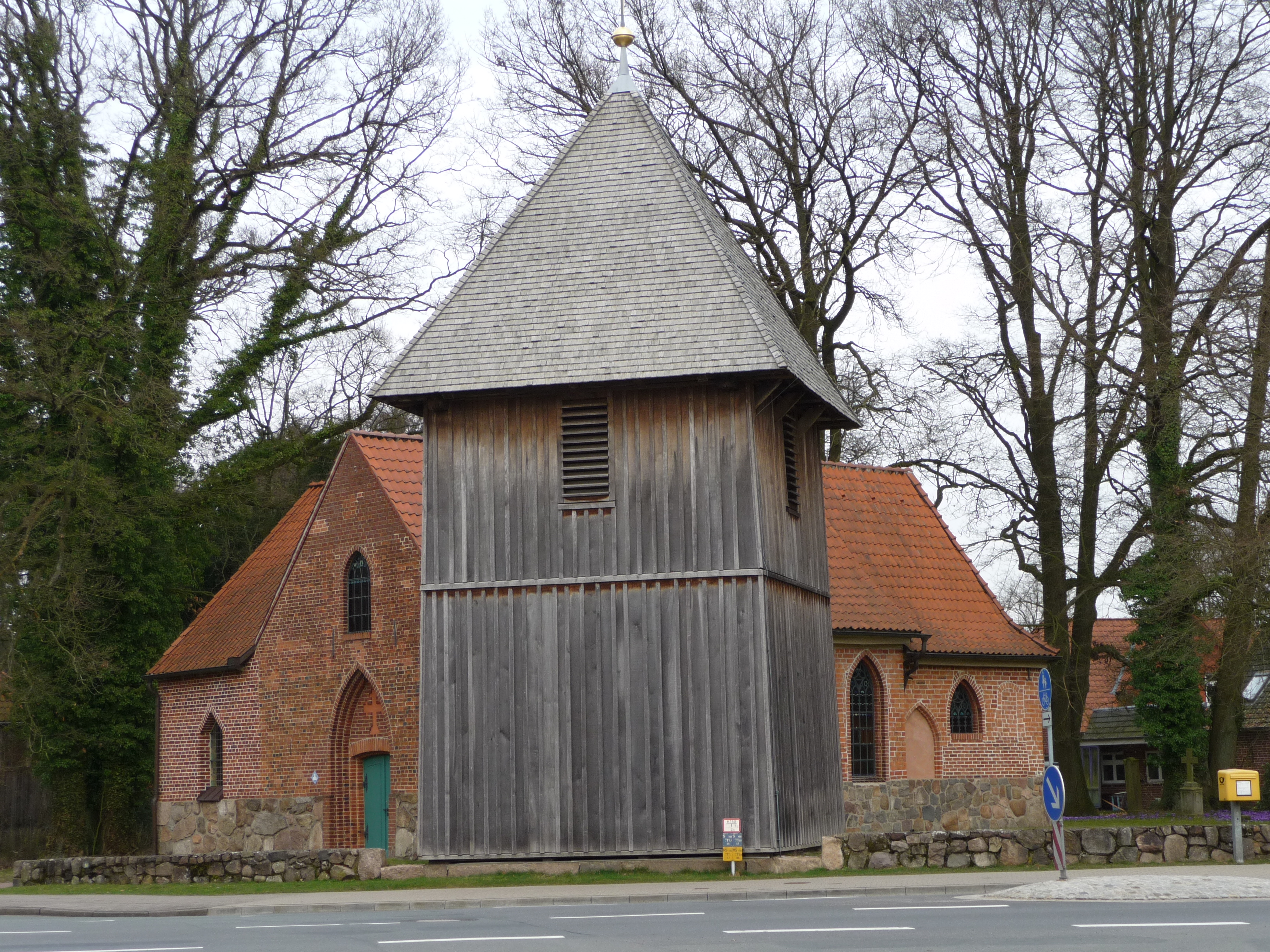
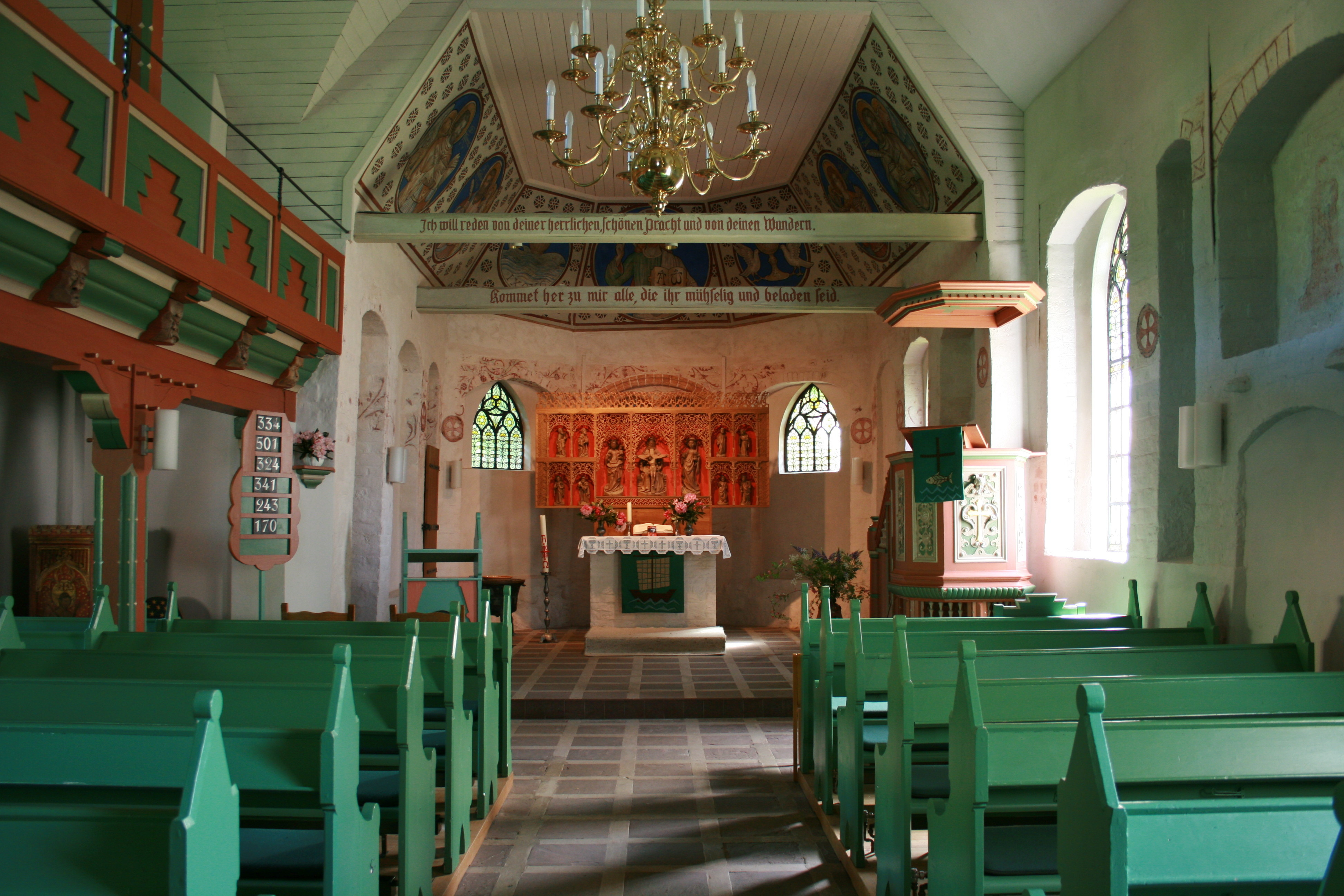
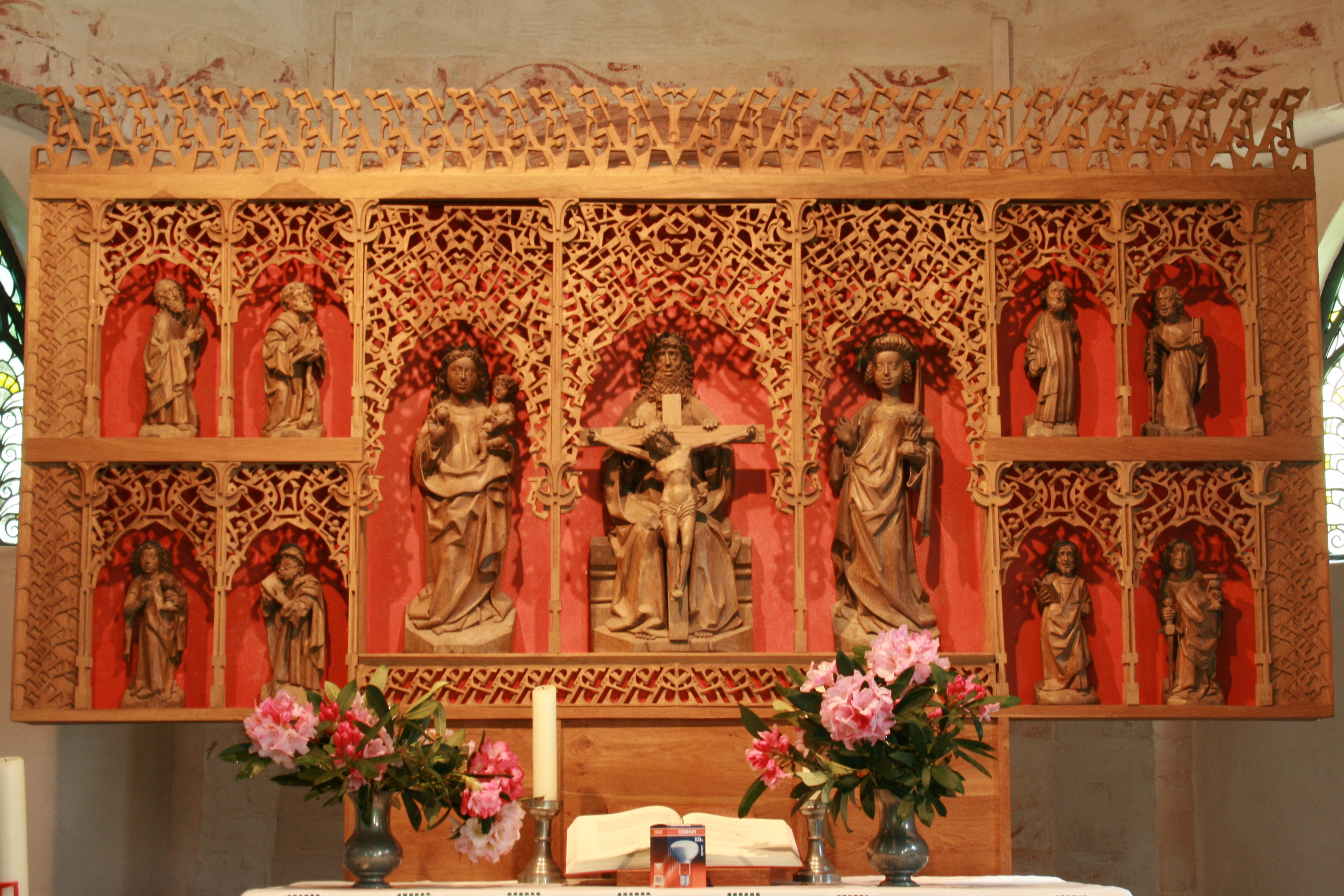
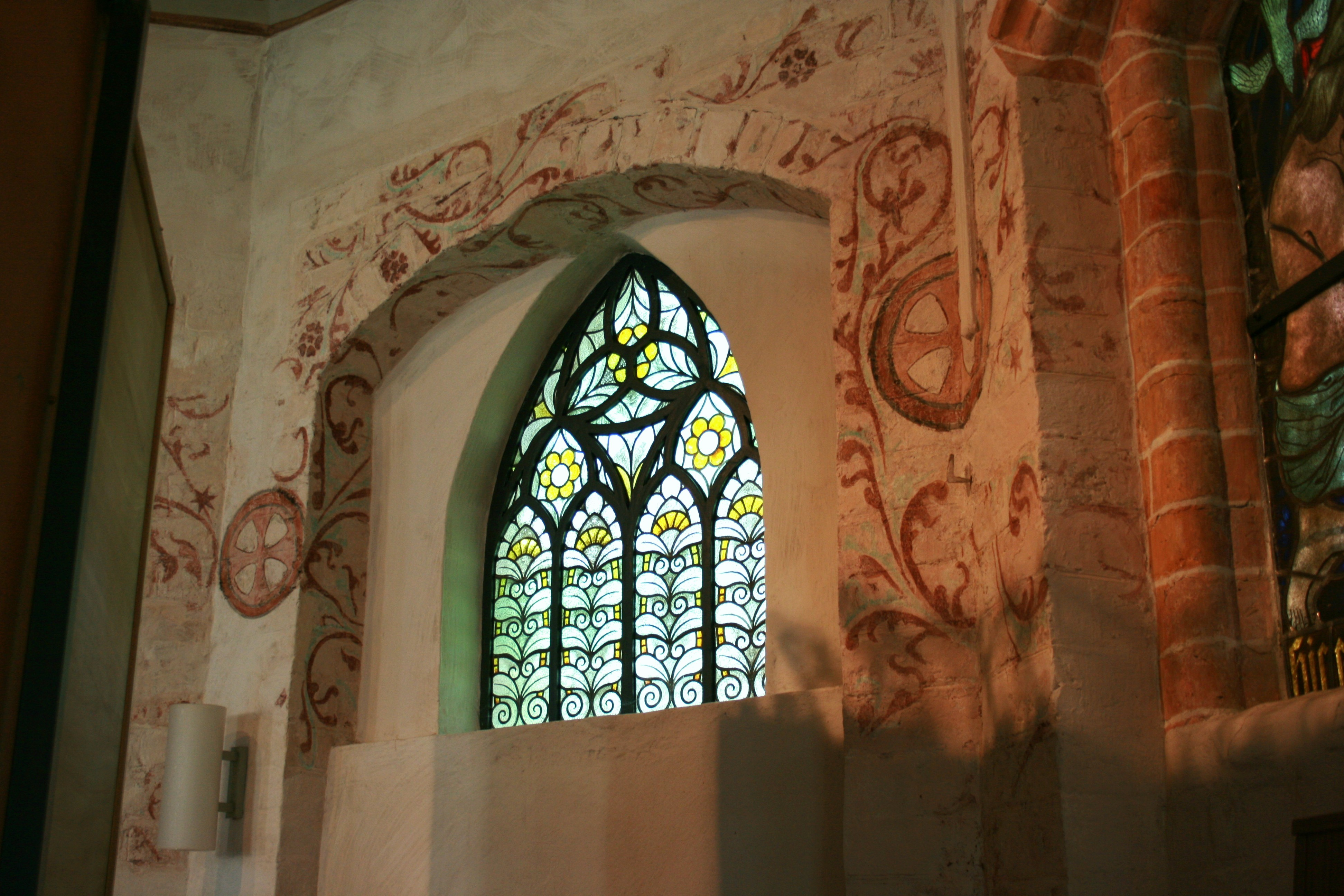
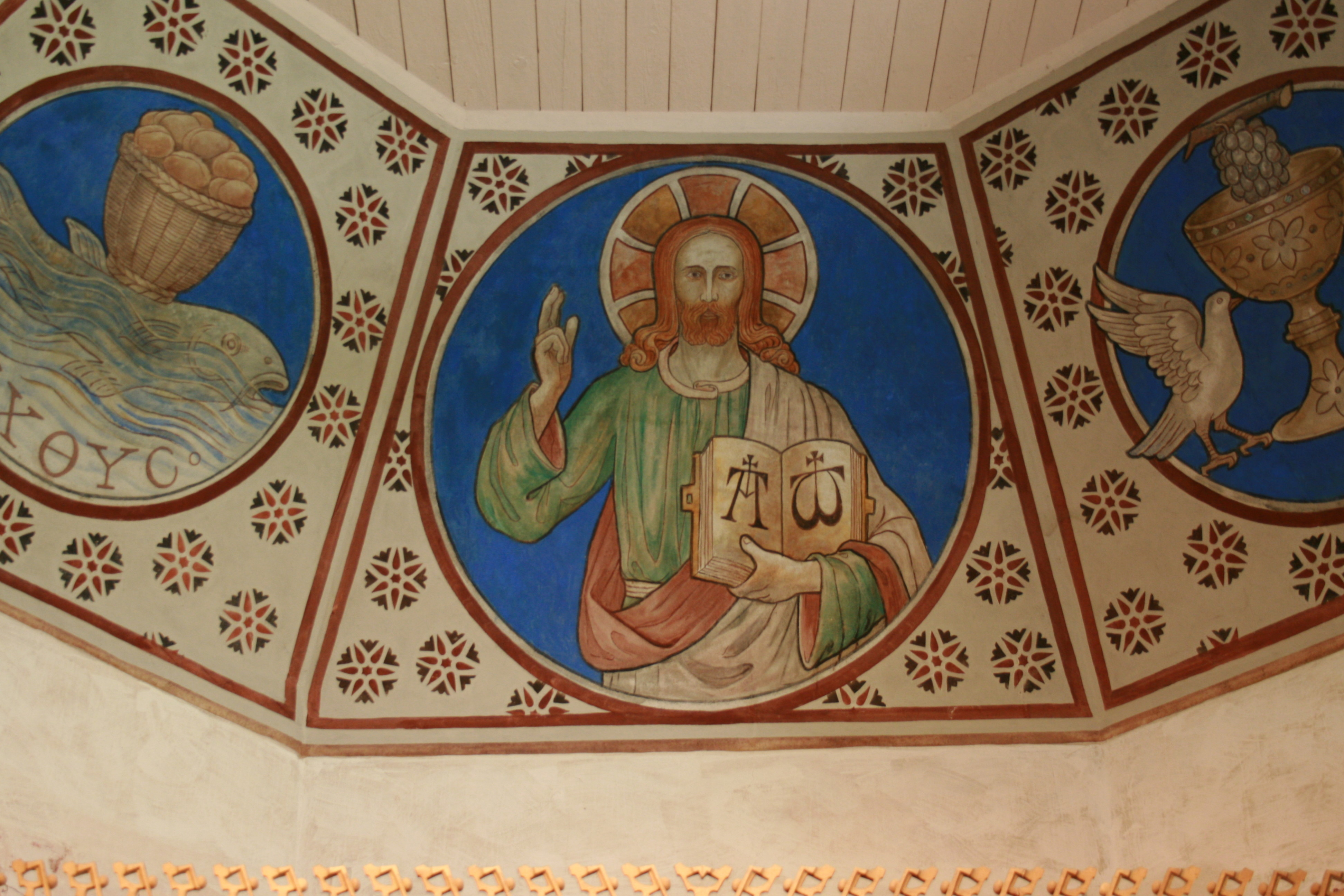
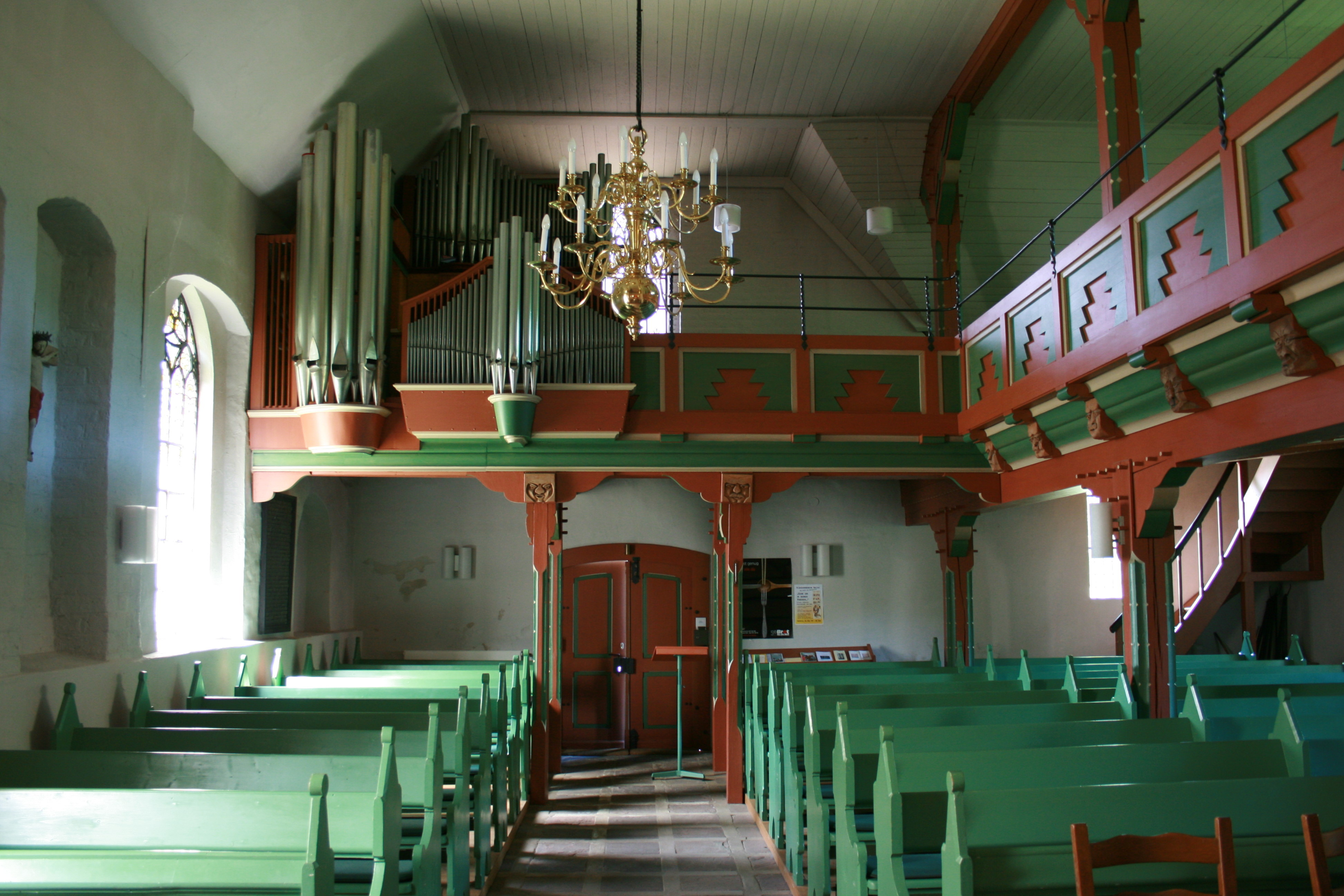
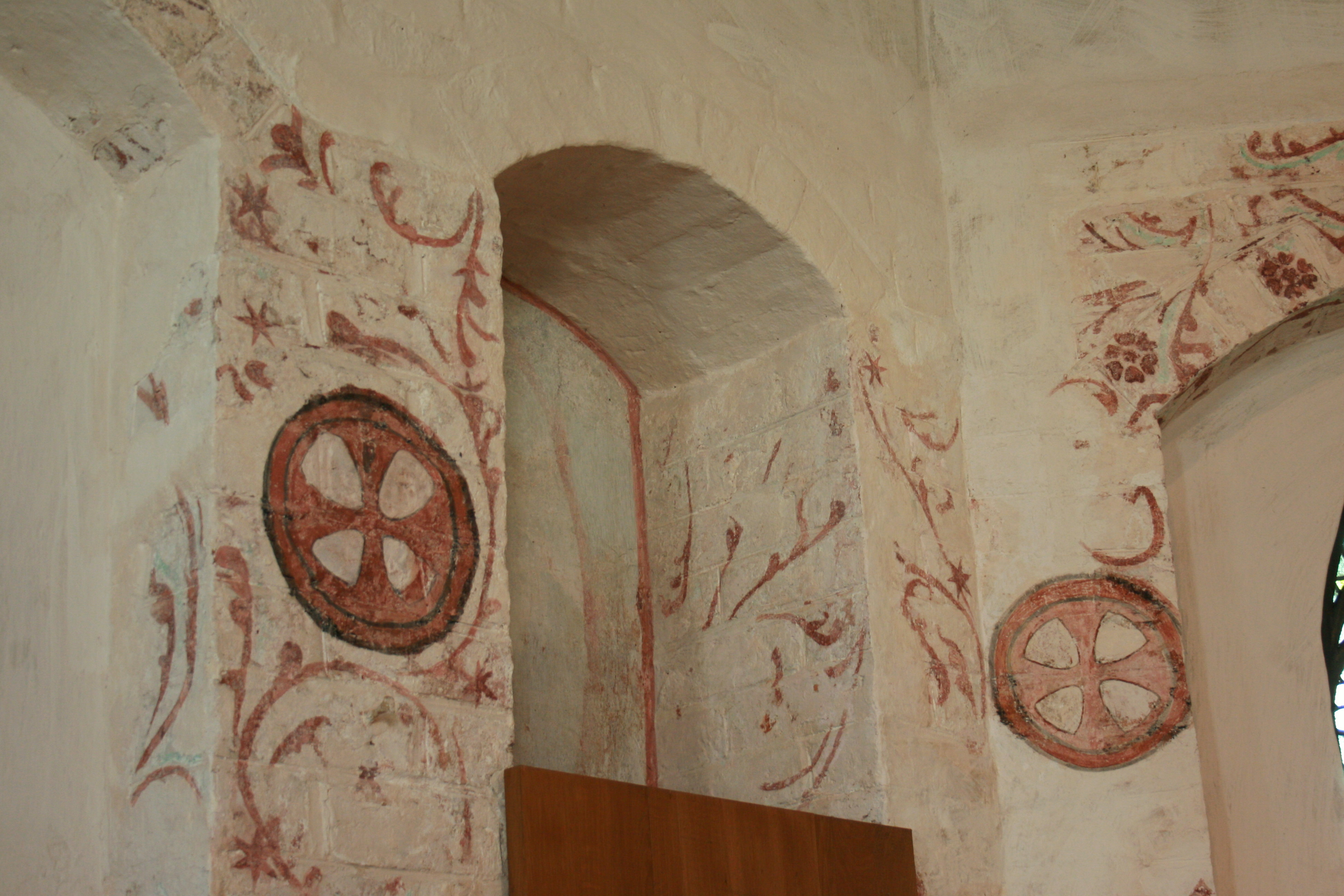
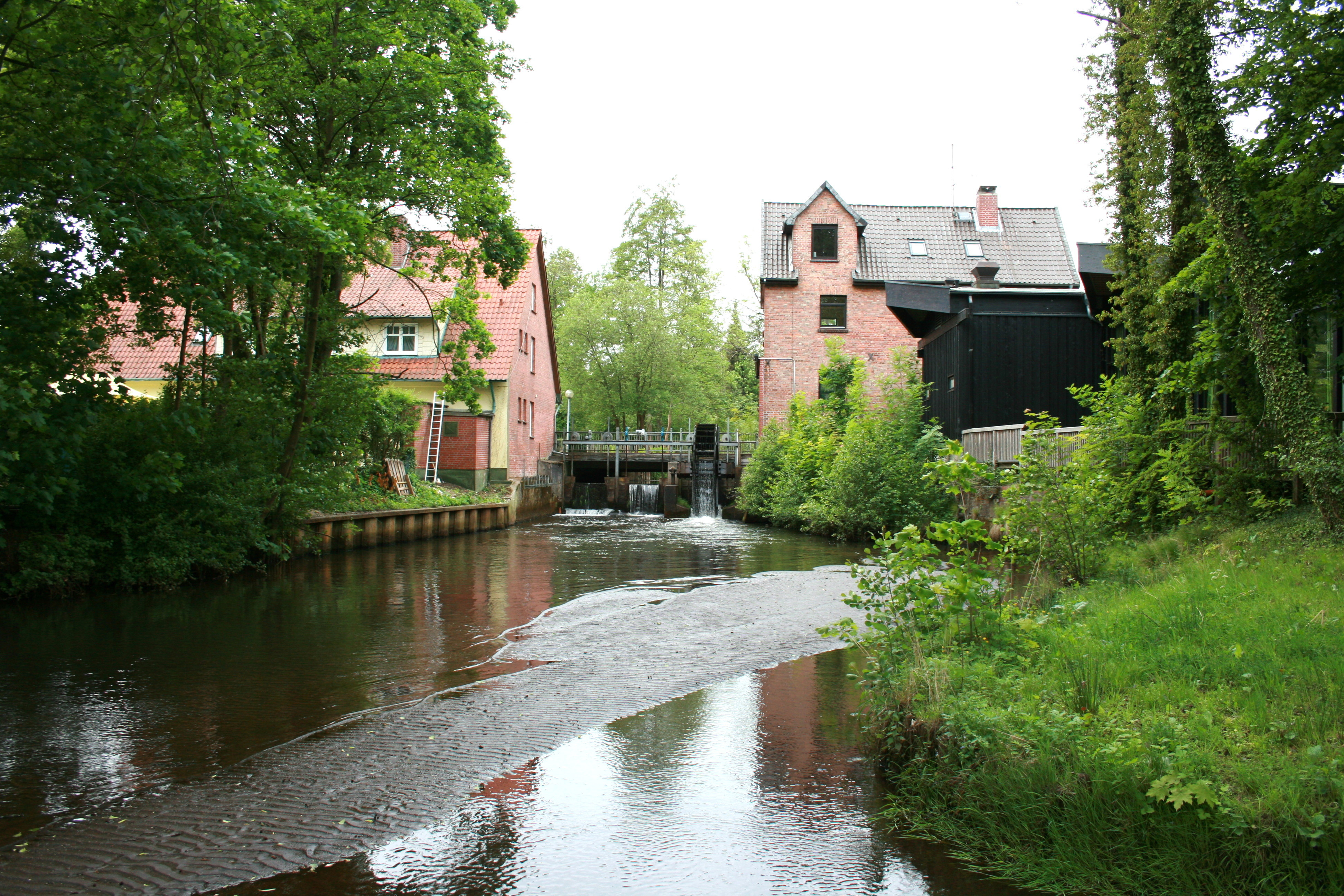
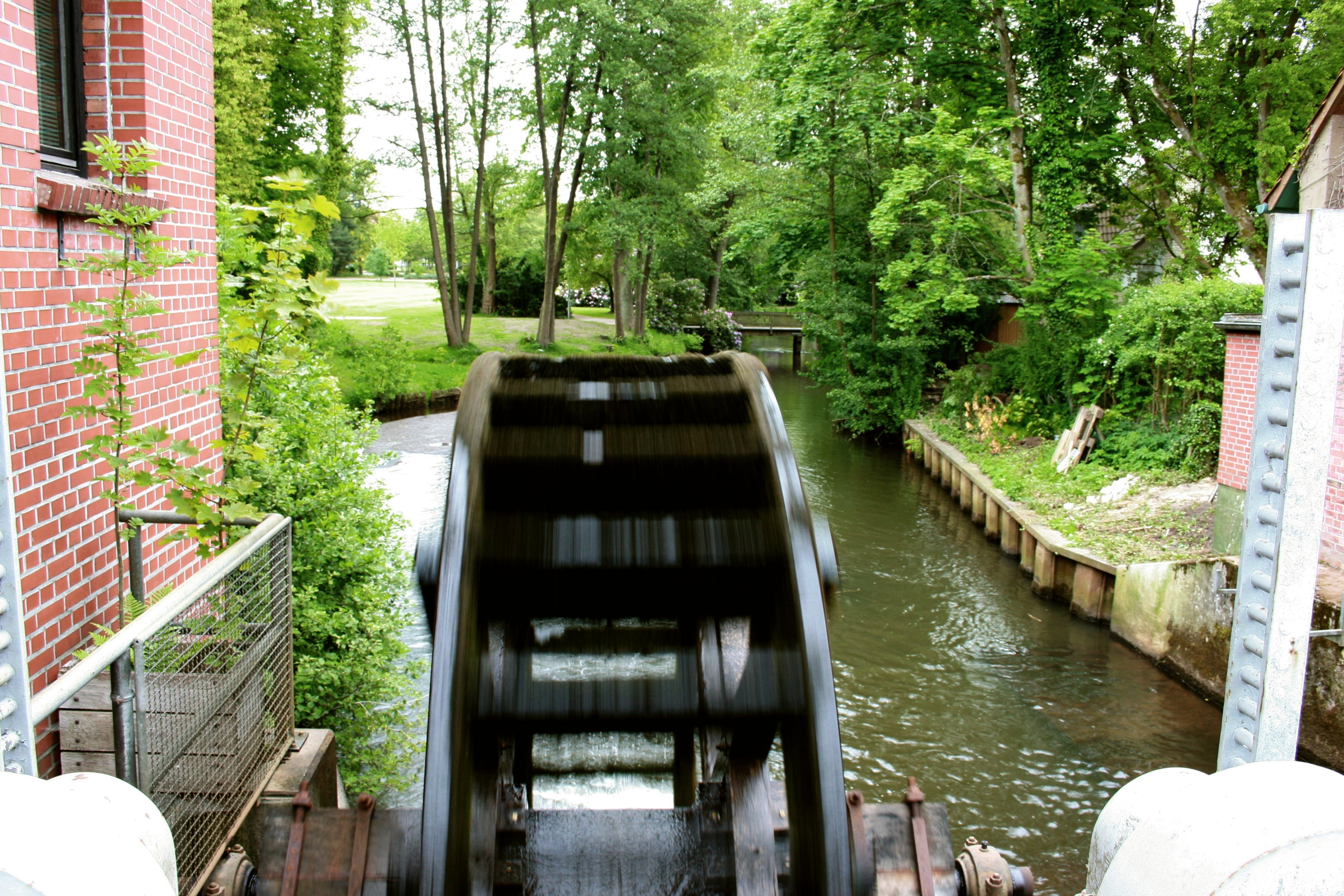
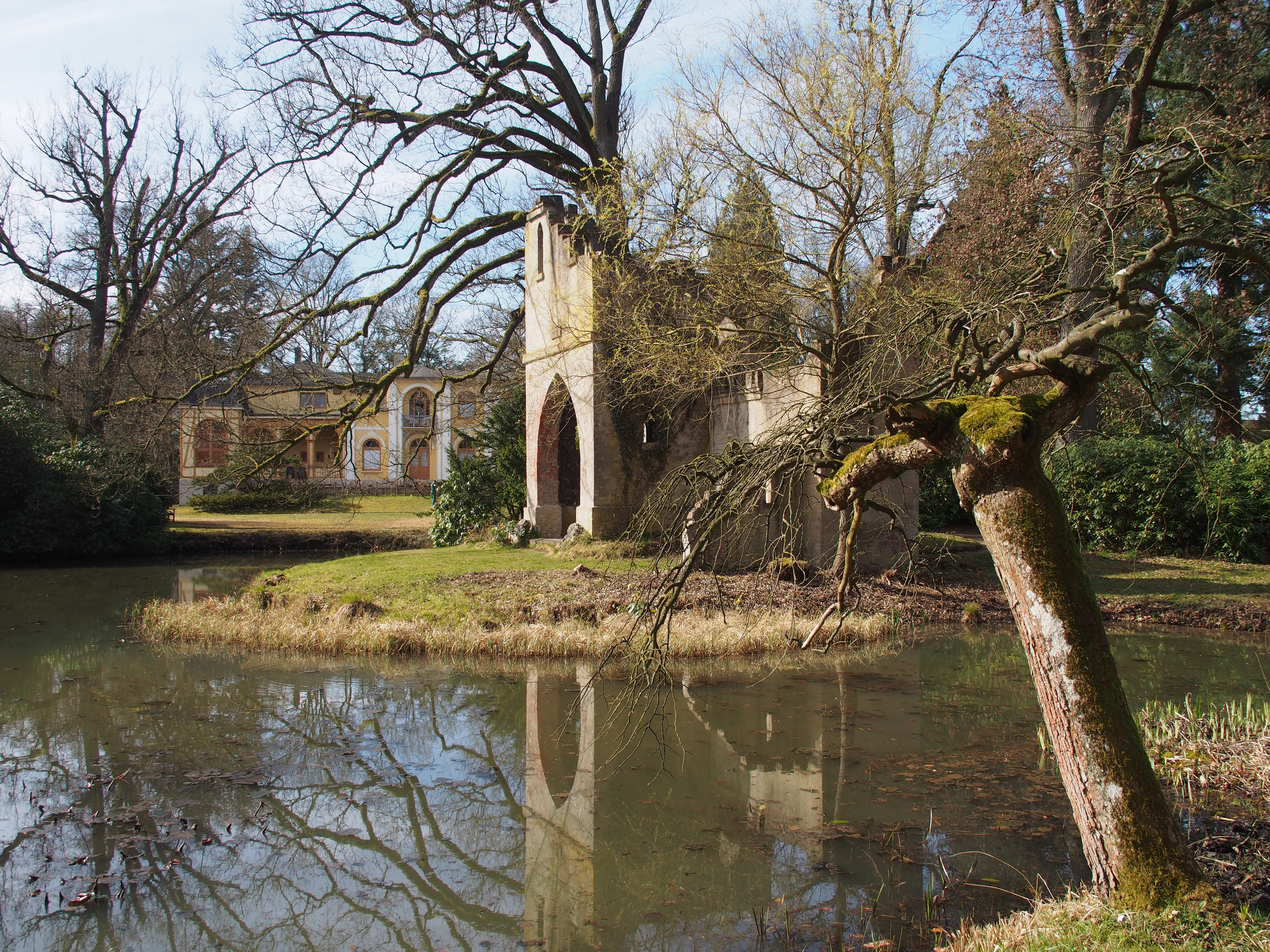
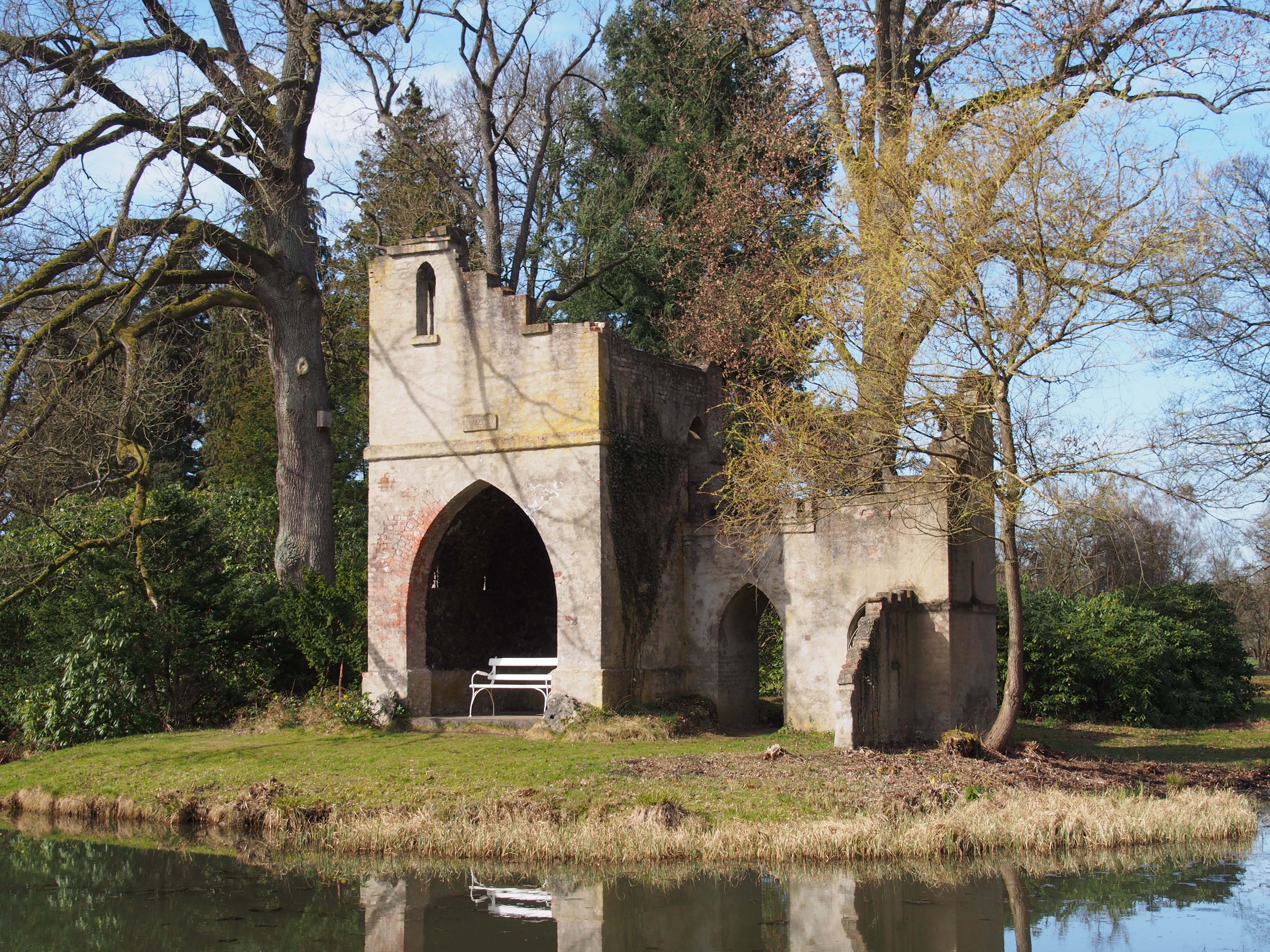
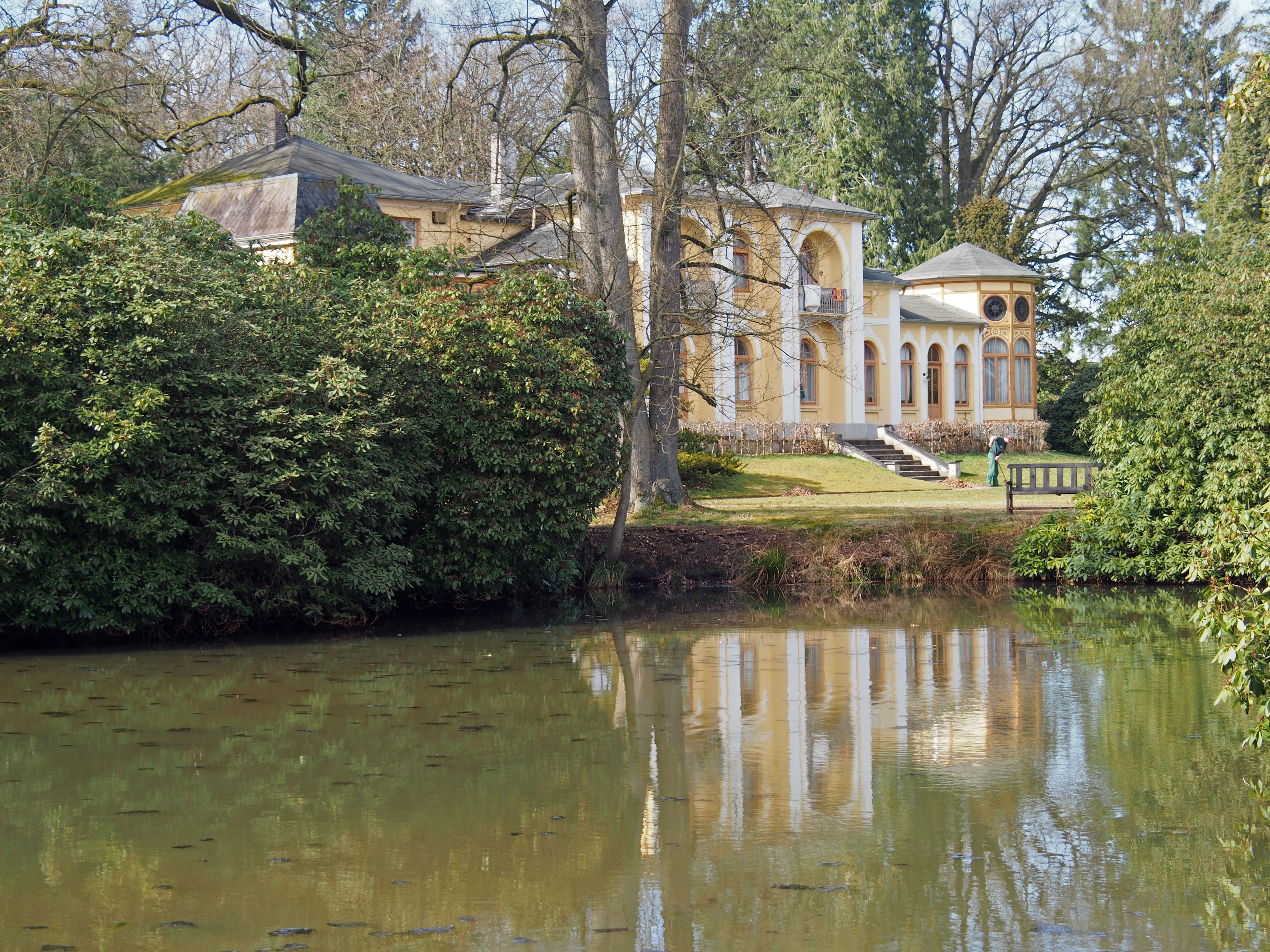
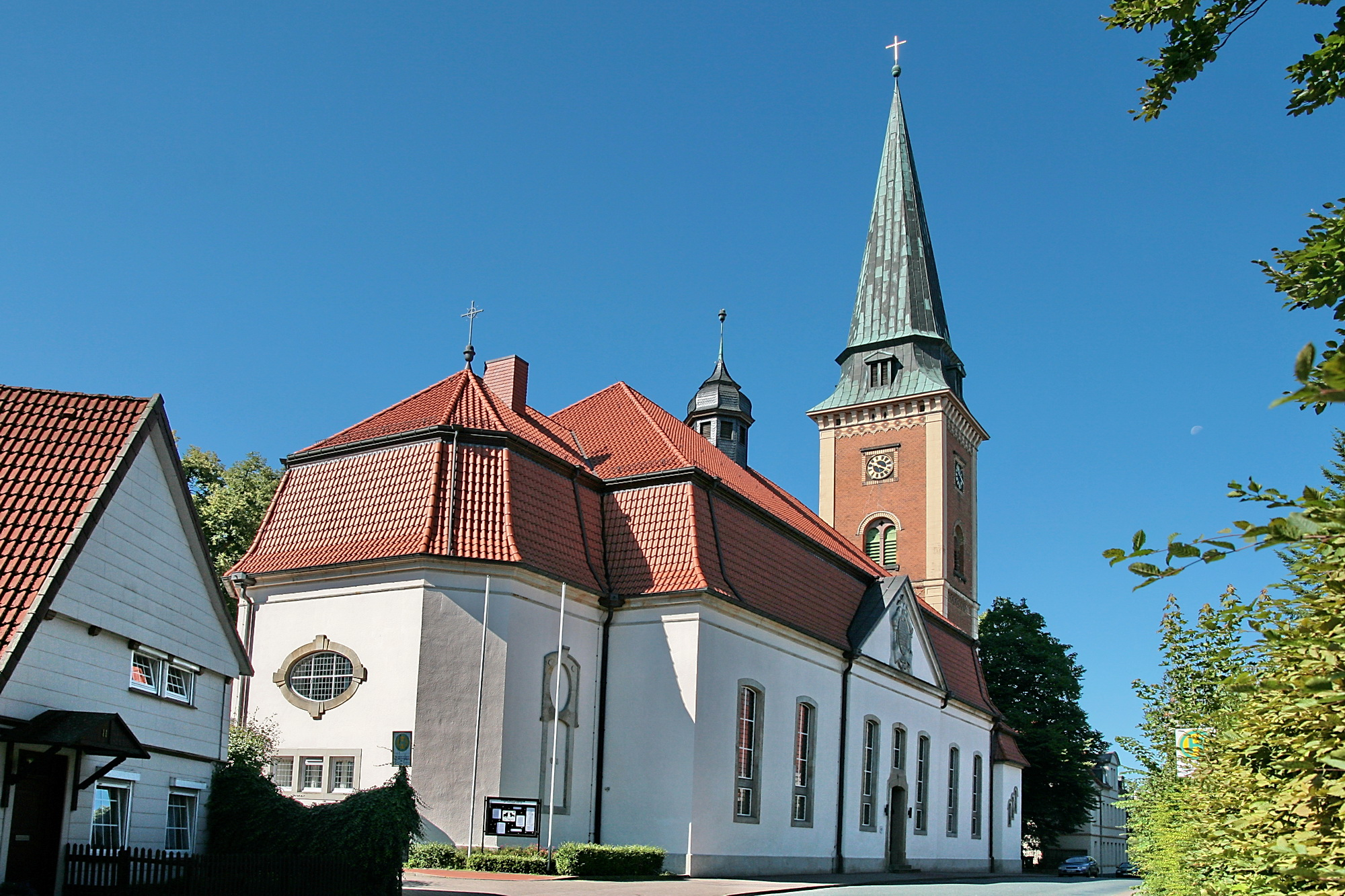
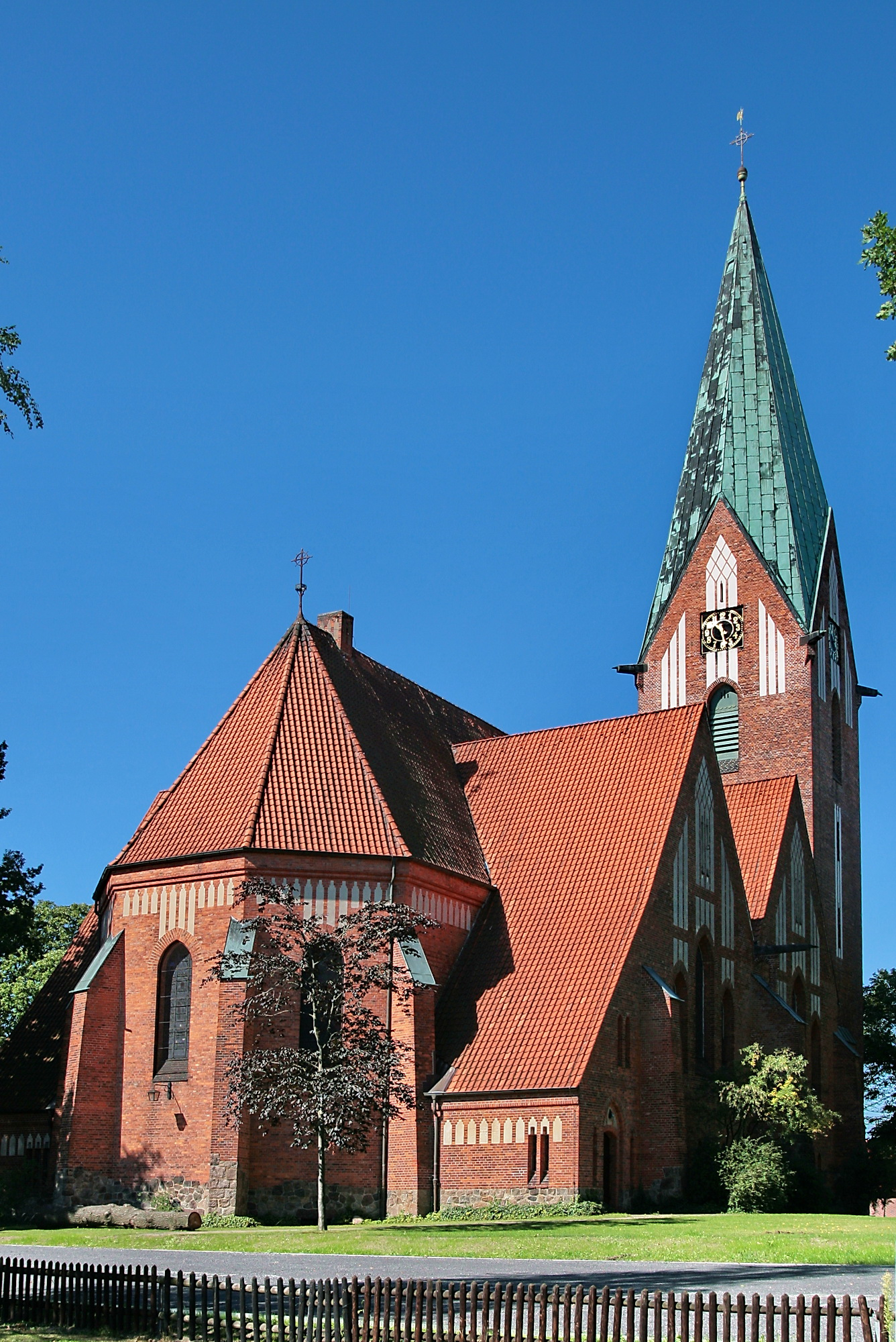